# Philippe Gros
Philippe Gros est un biochimiste et professeur québécois né le 7 octobre 1956 à Cavaillon en France. Il est arrivé à Montréal en 1967. 
Il détient un doctorat de l'université McGill. Il est professeur au département de biochimie de l'université McGill depuis 1993. 
Il a découvert en 1983 le gène MDR, importante découverte dans le traitement du cancer. Il a aussi découvert en 1994 le gène Nramp dont l'action est au cœur de la résistance naturelle aux infections comme la tuberculose, la lèpre et la typhoïde. Son équipe a aussi découvert le gène Pax3 qui régit le développement harmonieux de l'embryon.

## Honneurs
- 1992 - Prix E.W.R. Steacie
- 1995 - Prix Michael-Smith du CRSNG
- 2001 - Distinguished Scientist des Instituts de recherche en santé du Canada
- 2003 - Fellow de la Société royale du Canada
- 2008 - Prix Wilder-Penfield, catégorie scientifique